# رابرت آرتور
رابرت آرتور (انگلیسی: Robert Arthur؛ ‏ ۱ نوامبر ۱۹۰۹ – ۲۸ اکتبر ۱۹۸۶) فیلم‌نامه‌نویس و تهیه‌کننده فیلم اهل ایالات متحده آمریکا بود. وی بین سال‌های ۱۹۳۷ تا ۱۹۸۱ میلادی فعالیت می‌کرد.
از فیلم‌هایی که وی در آن‌ها نقش داشته‌است، می‌توان به ماه نو، فرزند خلف، ابوت و کاستلو با فرانکنشتاین ملاقات می‌کنند، فرانسیس به مسابقات می‌رود، اردوی زرین، تعقیب بزرگ، خط دراز طوسی، بانو گادایوا کاونتری، مرد هزار چهره، زمانی برای عشق ورزیدن و زمانی برای مردن، لمس سمور، برای عشق یا پول، کاپیتان نیومن ام.دی.، داستان وقت خواب، چشم‌بند و سوئیت چریتی اشاره نمود.
در طول جنگ جهانی دوم ، او زیر نظر پاره لورنتس در فرماندهی حمل و نقل هوایی ارتش خدمت کرد و 600 فیلم آموزشی کوتاه تولید کرد. 